# Durania (rod rudista)
Durania je rod rudista koji pripada porodici Radiolitidae.

## Rasprostranjenost
Ostatci roda Durania pronađeni su u: Albaniji, Crnoj Gori, Egiptu, Francuskoj, Grčkoj, Hrvatskoj, Iranu, Italiji, Jamajci, Jordanu, Kubi, Meksiku, Njemačkoj, Omanu, Peruu, Rumunjskoj, Sjedinjenim Američkim Državama, Sloveniji, Somaliji, Srbiji, Španjolskoj, Turskoj i Ujedinjenim Arapskim Emiratima. Među lokacijama u Hrvatskoj gdje su pronađeni ostatci ovog roda su: Brač, Fenoliga i južna Istra.

## Taksonomija
Rodu Durania pripadaju sljedeće vrste:
- Durania arundinea Parona, 1911.
- Durania hippuritoidea Parona, 1911.
- Durania inermis Douvillé, 1913.
- Durania radiata Z.-R. Yang, 1984.
- Durania xinjiangensis Z.-R. Yang, 1984.